# Mike Hauptmeijer
Mike Hauptmeijer (Dalfsen, 18 marzo 1997) è un calciatore olandese, portiere del PEC Zwolle.

## Carriera
Cresciuto nel settore giovanile del PEC Zwolle, esordisce in prima squadra il 3 febbraio 2018 subentrando a Terell Ondaan per far fronte all'espulsione del portiere titolare Mickey van der Hart, in occasione della partita di campionato giocata contro il PSV. Il 31 gennaio 2019 viene ceduto in prestito all'Achilles '29, squadra militante in Eerste Klasse. Nella stagione 2024-2025 è chiamato a sostituire l'infortunato Jasper Schendelaar in Eredivisie.

## Statistiche
Statistiche aggiornate al 31 gennaio 2025.

### Presenze e reti nei club
| Stagione          | Squadra           | Campionato        | Campionato | Campionato | Coppe nazionali | Coppe nazionali | Coppe nazionali | Coppe continentali | Coppe continentali | Coppe continentali | Altre coppe | Altre coppe | Altre coppe | Totale | Totale | Totale |
| Stagione          | Squadra           | Comp              | Pres       | Reti       | Comp            | Pres            | Reti            | Comp               | Pres               | Reti               | Comp        | Pres        | Reti        | Pres   | Reti   |        |
| ----------------- | ----------------- | ----------------- | ---------- | ---------- | --------------- | --------------- | --------------- | ------------------ | ------------------ | ------------------ | ----------- | ----------- | ----------- | ------ | ------ | ------ |
| 2017-2018         | PEC Zwolle        | ED                | 1          | -4         | CO              | 0               | 0               |                    | -                  | -                  |             | -           | -           | 1      | -4     |        |
| gen.-giu. 2019    | Achilles '29      | EK                | 15         | -?         | CO              | -               | -               |                    | -                  | -                  |             | -           | -           | 15     | -?     |        |
| 2019-2020         | PEC Zwolle        | ED                | 0          | 0          | CO              | 0               | 0               | -                  | -                  | -                  | -           | -           | -           | 0      | 0      |        |
| 2020-2021         | PEC Zwolle        | ED                | 0          | 0          | CO              | 0               | 0               |                    | -                  | -                  |             | -           | -           | 0      | 0      |        |
| 2021-2022         | PEC Zwolle        | ED                | 0          | 0          | CO              | 0               | 0               | -                  | -                  | -                  | -           | -           | -           | 0      | 0      |        |
| 2022-2023         | PEC Zwolle        | EED               | 2          | -4         | CO              | 2               | -3              |                    | -                  | -                  |             | -           | -           | 2      | -3     |        |
| 2023-2024         | PEC Zwolle        | ED                | 2          | -3         | CO              | 1               | -1              |                    | -                  | -                  |             | -           | -           | 3      | -4     |        |
| 2024-2025         | PEC Zwolle        | ED                | 3          | -3         | CO              | 0               | 0               |                    | -                  | -                  |             | -           | -           | 3      | -3     |        |
| Totale PEC Zwolle | Totale PEC Zwolle | Totale PEC Zwolle | 8          | -14        |                 | 3               | -4              |                    | -                  | -                  |             | -           | -           | 11     | -18    |        |
| Totale carriera   | Totale carriera   | Totale carriera   | 23         | -14+       |                 | 3               | -4              |                    | -                  | -                  |             | -           | -           | 26     | -18+   |        |